# Jacques Vaucanson
Jacques  Vaucanson, ou Jacques de Vaucanson, né le 24 février 1709 à Grenoble et mort le 21 novembre 1782 à Paris, est un inventeur et mécanicien français. Il invente plusieurs automates dont le flûteur de Vaucanson et le canard de Vaucanson.

## Biographie
Jacques Vaucanson est le dixième enfant d’une famille de gantiers de Grenoble. Ses dispositions pour la mécanique se révèlent de très bonne heure. Sa mère le conduit tous les dimanches chez certaines vieilles dames, qui ont l’habitude de se débarrasser de lui en le reléguant dans une chambre non habitée, dont le principal meuble est une grande et antique horloge. Frappé du mouvement égal et constant du pendule, l’enfant veut en pénétrer la cause et y parvient, au point d’exécuter, à l’aide de son couteau et de quelques morceaux de bois, une horloge qui fonctionne avec assez de régularité.
Il commence par réparer les horloges et les montres de son quartier. Il est élève au collège de Juilly de 1717 à 1722. En 1725, influencé par sa mère, il embrasse le noviciat auprès des Minimes de Lyon et souhaite suivre sa vocation religieuse (il prononce ses vœux en 1727),. Malgré le rôle important de nombreux ecclésiastiques dans les sciences et les techniques, à l'époque, il préfère finalement renoncer. Il suit alors à Paris, de 1728 à 1731, des études de mécanique, physique, anatomie et musique.
Il tente de reproduire mécaniquement les principales fonctions de l’organisme humain, encouragé par les chirurgiens Claude-Nicolas Le Cat et François Quesnay qui souhaitent de cette façon mieux comprendre ces fonctions. Il ne réussit pas à mener à bien ses constructions.
À partir de 1733 ou 1735 et jusqu’en 1737 ou 1738, il construit son premier automate, le flûteur automate, qui joue de la flûte traversière. Il semblait être grandeur nature, habillé en sauvage et jouant assis sur un rocher. Il fait forte impression au public, qui peut le voir à la foire de Saint-Germain, puis à l’hôtel de Longueville. Une grande partie du mécanisme de l’automate était placée dans un piédestal ; celui-ci, entraîné par un poids, consistait en un cylindre de bois couvert de picots, qui, par l’intermédiaire de quinze leviers et de chaînes et de câbles, pouvait modifier le débit d’air, la forme des lèvres, et les mouvements des doigts. Le flux était produit par neuf soufflets de puissances différentes, une sorte de langue artificielle ouvrait ou fermait le passage. La flûte n’est pour l’automate qu’un instrument remplaçable par un autre, et ce sont les mouvements des lèvres, doigts, et le contrôle du souffle qui lui permettent de jouer de la musique, comme un humain. Le flûteur automate a disparu au début du XIXe siècle.
Son deuxième automate est lui aussi un joueur de flûte et de tambourin, de taille humaine, habillé en berger provençal. Mais son instrument, un galoubet, est plus complexe à utiliser : l’instrument nécessite des modulations d’un souffle puissant, des doigtés complexes (les trois trous de la flûte doivent être à moitié découverts pour jouer la bonne note), et des mouvements précis de la langue. Jacques Vaucanson en dit qu’il joue mieux du galoubet que des êtres humains : « L’Automate surpasse en cela tous nos joueurs de tambourin, qui ne peuvent remuer la langue avec assez de légèreté, pour faire une mesure entière de doubles croches toutes articulées. Ils en coulent la moitié & mon Tambourin joue un air entier avec des coups de langue à chaque note ». Ce joueur de tambourin, qui a lui aussi disparu au début du XIXe siècle, est présenté en même temps que son troisième ouvrage.

La chaîne Vaucanson.

Il construit ensuite son automate le plus sophistiqué : un canard digérateur, exposé en 1744 au Palais-Royal, qui peut manger et digérer, cancaner et simuler la nage. Le mécanisme, placé dans l’imposant piédestal, était laissé visible par tous, dans le but de montrer la complexité du travail accompli. La digestion de l’animal en était le principal exploit : il semble rendre ce qu’il a avalé après une véritable digestion. Ce point est soupçonné d’être une exagération de la part de Vaucanson, et Jean-Eugène Robert-Houdin, entre autres, le dénonce comme une mystification. Il reste possible que cette mystification n’ait eu lieu que pour les répliques du canard de Vaucanson, réalisées plus tard. Quel que soit le fonctionnement de cette digestion, le reste du mécanisme reste très complexe, les ailes étant par exemple reproduites os par os. Des témoignages attestent que les mouvements du canard étaient d’un « réalisme quasi naturaliste ».

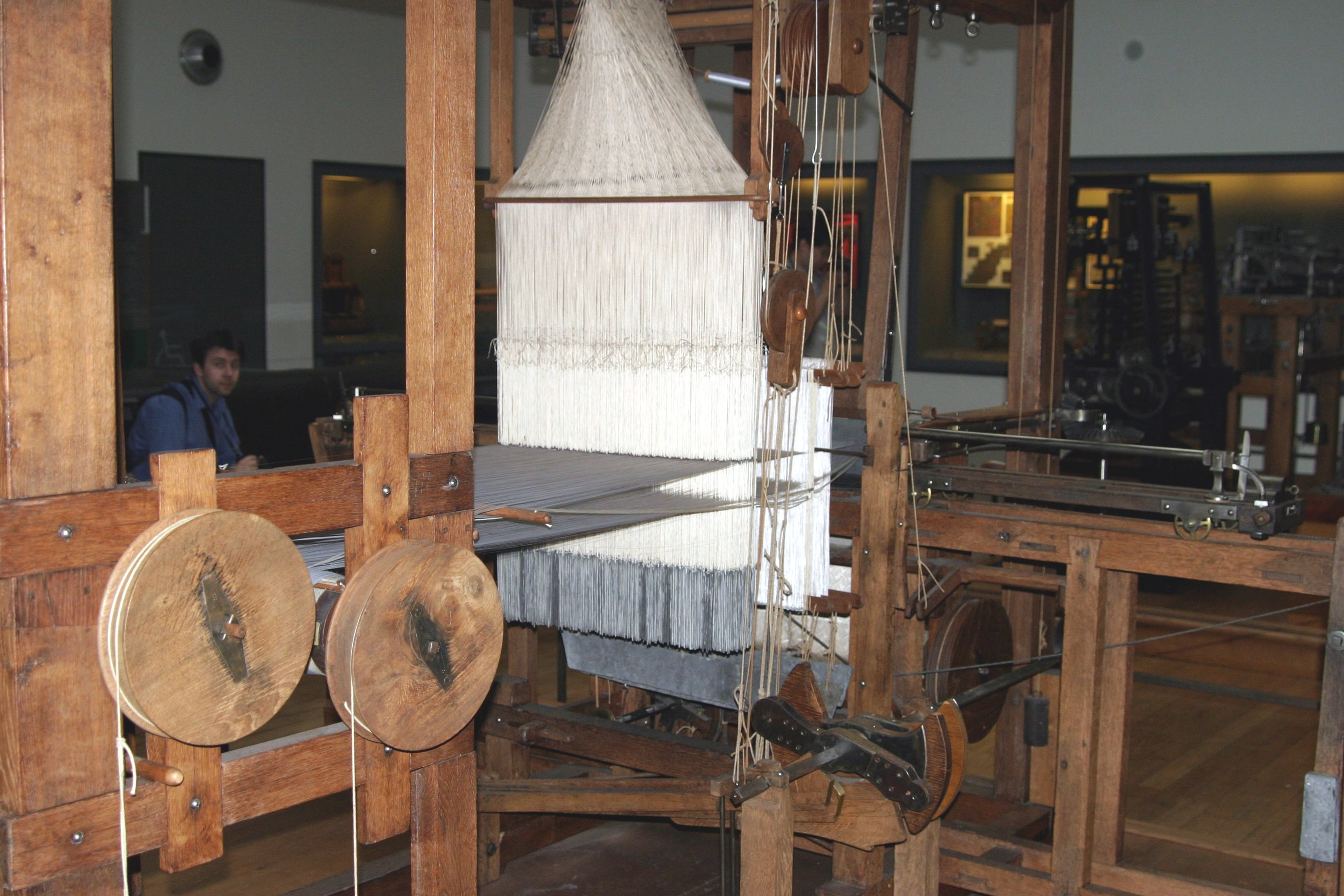
Métier à tisser les façonnés de Vaucanson, 1748 (musée des arts et métiers).

Cet automate est acheté en 1840 par Georges Tiets, mécanicien, mais il brûle en 1880 lors de l’incendie du musée de Nijni Novgorod. Il n’en reste que quelques photographies du milieu du XIXe siècle.
Il tente de construire un nouvel automate, « dans l’intérieur duquel devait s’opérer tout le mécanisme de la circulation du sang », mais celui-ci ne sera jamais fini. Il semble qu’un des écueils ait été la fabrication de l’appareil circulatoire en caoutchouc, matière qui devait alors provenir de Guyane. L’invention du concept de tuyau en caoutchouc lui est parfois attribuée.
Vaucanson n’est âgé que de 32 ans, lorsque Frédéric II, qui cherche à s’entourer de tous les grands hommes en Europe, lui fait faire des offres brillantes, mais Vaucanson ne veut pas quitter la France. Peu de temps après, le cardinal de Fleury l’en récompense en l’attachant à l’administration et en lui confiant le poste d’inspecteur général des manufactures de soie en 1741, le roi souhaitant réorganiser cette industrie, ce qui entraînera l’arrêt de ses travaux sur les automates.
De mai à octobre 1742, Jacques Vaucanson, accompagné d’un spécialiste lyonnais de la soie, le sieur Montessuy, inspecte les manufactures de France, mais aussi d’Italie. S’ensuivent des perfectionnements sur les diverses machines, dont le moulin à organsiner (opération consistant à tordre ensemble plusieurs brins de soie pour en faire de l'organsin) la soie, qui fonctionne à l’aide d’une chaîne sans fin appelée « chaîne Vaucanson », pour laquelle il invente une machine de fabrication.
Entre autres, de 1745 à 1755, il y perfectionne les métiers à tisser de Basile Bouchon et de Jean-Baptiste Falcon, en les automatisant par hydraulique et en les commandant par des cylindres analogues à ceux de ses automates. Ces modifications inspireront ensuite Joseph Marie Jacquard, qui créera ses célèbres métiers Jacquard quelques années après. Jean-Eugène Robert-Houdin raconte que ses perfectionnements de machines entraînant une simplification de travail font à Vaucanson des ennemis parmi les ouvriers lyonnais de la soie, qui se croient seuls capables d’exécuter certaines étoffes dont le dessin est alors à la mode. Pour se venger de ceux-ci, qui l’avaient poursuivi à coups de pierres à Lyon : « Vous prétendez, leur dit-il, que seuls vous pouvez faire ce dessin… Eh bien, je le ferai faire par un âne ! » Et il construit une machine, avec laquelle un âne exécute une étoffe à fleurs, qu’on voit encore aujourd’hui au Conservatoire des arts et métiers, avec une partie du dessin exécuté. Ses travaux ont permis de mécaniser la manufacture royale de soie de la Famille Deydier, près d'Aubenas et Pélussin, où la technologie italienne des moulins à soie avait été importée au XVIe siècle par la famille Benay.
En 1746, Jacques Vaucanson entre à l’Académie des sciences française. De cette date jusqu'à sa mort, il réside dans l'hôtel de Mortagne, situé aux numéros 51-53, rue de Charonne, à Paris, et y construit une grande partie de ses automates et de nombreux métiers à tisser la soie. Il meurt à Paris le 21 novembre 1782, léguant l'ensemble de ses machines au roi Louis XVI, qui achète alors l'hôtel de Mortagne en 1783 pour y établir le Cabinet des mécaniques du roi, ancêtre du Conservatoire national des arts et métiers.
Jacques Vaucanson est inhumé à Paris, dans la chapelle dite « des âmes du Purgatoire » en l'église Sainte-Marguerite, qui était sa paroisse. Sa sépulture n'est plus discernable aujourd'hui.
Sa fille unique, Victoire Angélique de Vaucanson, épouse François de Montrognon de Salvert (1743-1816), d'où une descendance toujours représentée.

## Œuvre

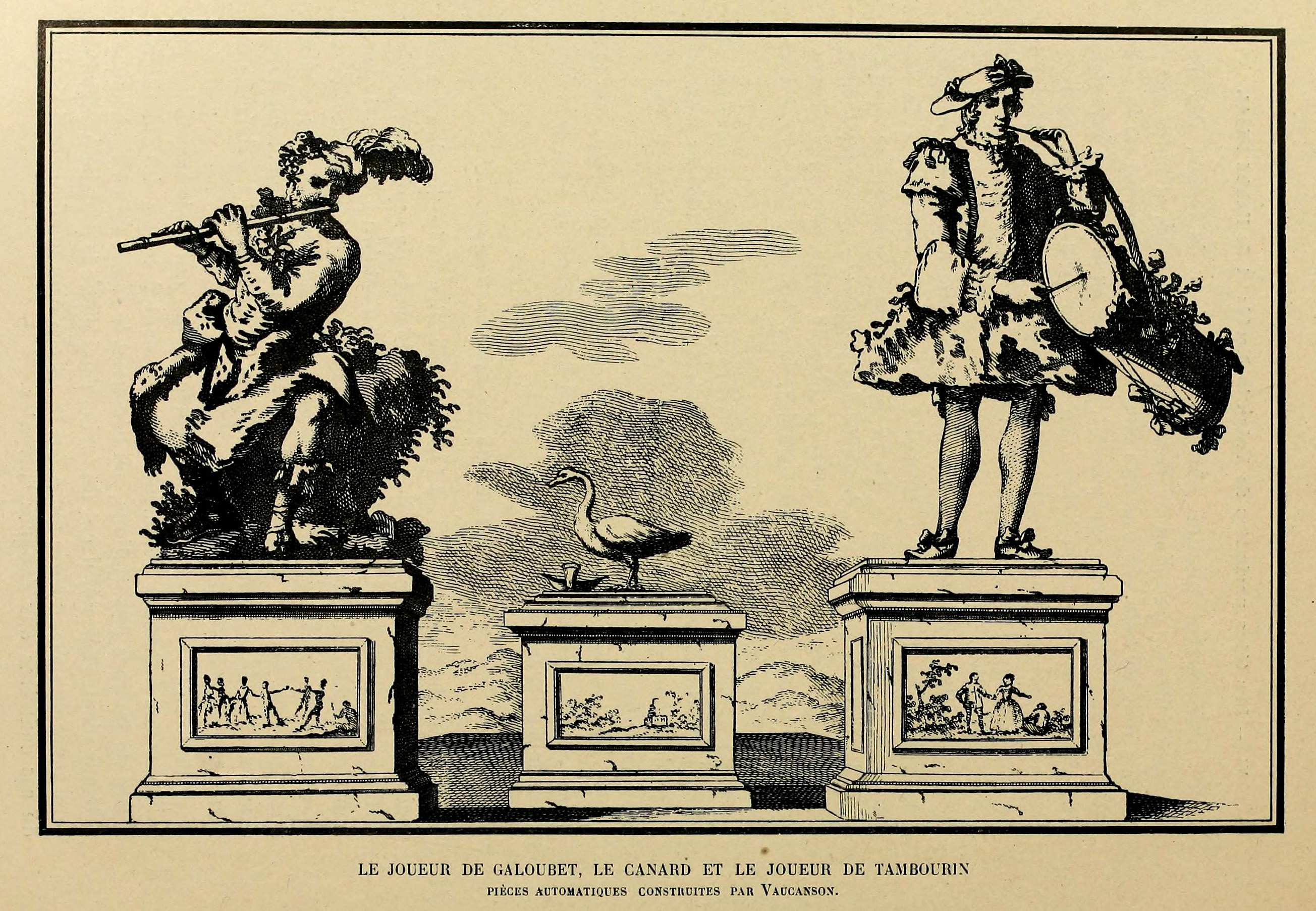
Automates de Vaucanson.

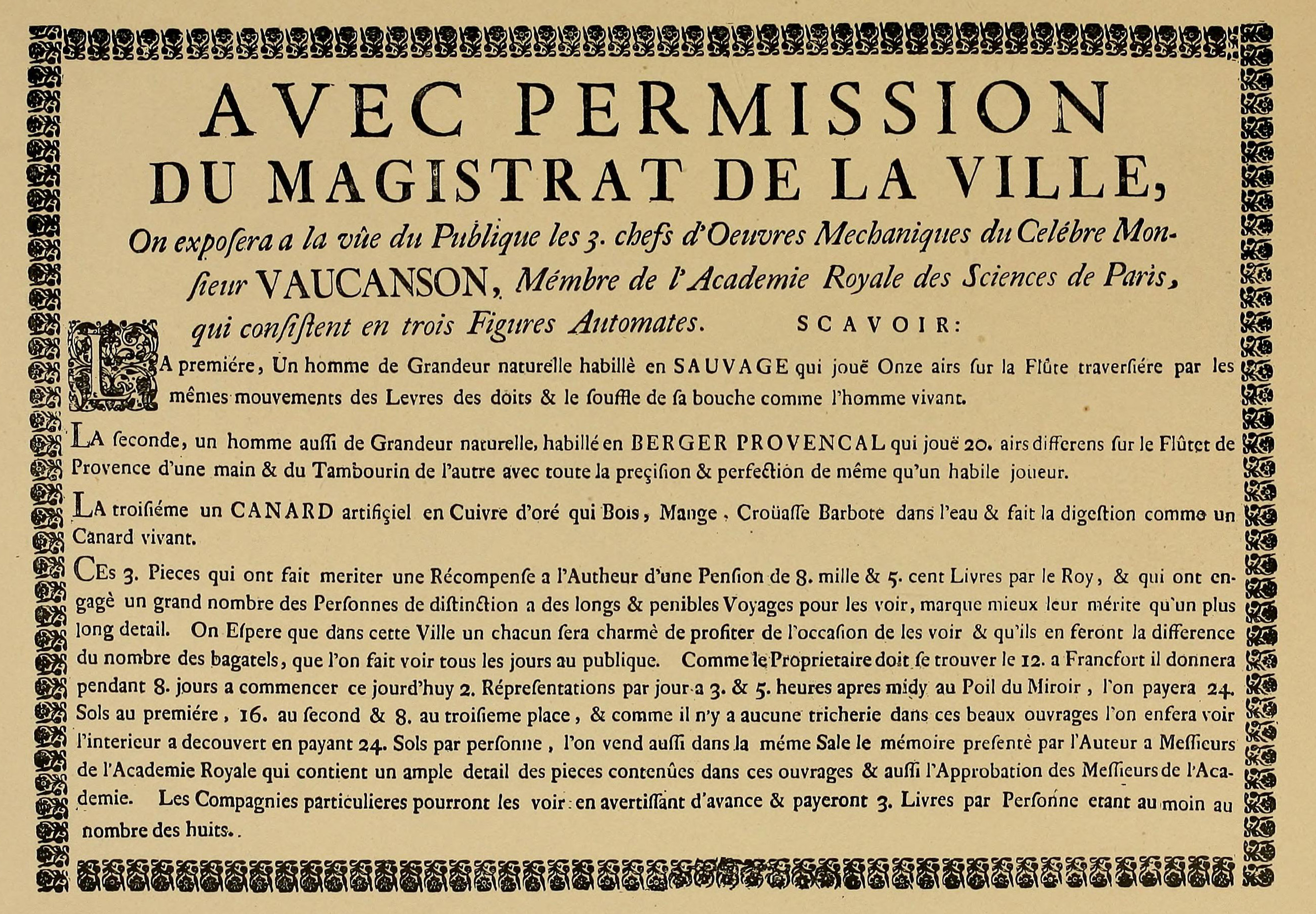
Affiche pour la présentation des automates ci-dessus.

Il est donc connu pour sa production d’automates, dont :
- Le flûteur automate, pouvant jouer plusieurs morceaux en soufflant naturellement dans sa flute ;
- Le joueur de tambourin ;
- Un canard qui donnait l’illusion de manger, digérer et éliminer la nourriture et l'eau qu'il ingérait, le canard digérateur[13].

Les deux automates musiciens ont disparu au début du XIXe siècle, le canard est détruit lors de l’incendie du musée de Nijni Novgorod.
Il est crédité de l’invention du premier tour métallique, le tour à charioter, en 1751.
Il automatisa ou améliora les machines des manufactures de soie.
Il créa une chaîne qui porte son nom ainsi qu’une machine pour en fabriquer les mailles toujours égales.
Son but était de faciliter l’activité humaine, ce qui le conduisit à siéger à l’Académie des sciences et à participer à l'Encyclopédie de Diderot et D’Alembert.

## Postérité

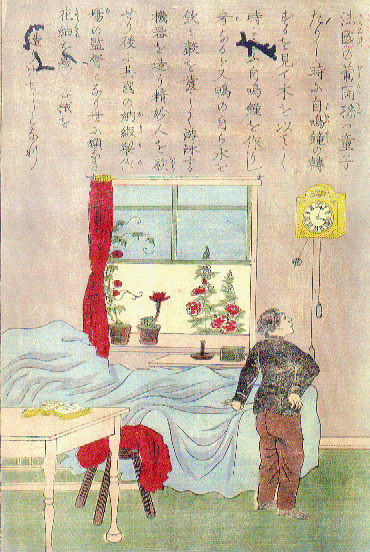
Jacques de Vaucanson, 1873 (Gravure du Ministère de l’éducation, Japon)

Les apports considérables de Vaucanson l'ont fait citer durablement, de son vivant et après sa mort, en France et à l'étranger, dans les sphères technologiques, intellectuelles et artistiques.
Voltaire lui consacre les vers suivants : « Le hardi Vaucanson, rival de Prométhée, / Semblait, de la nature imitant les ressorts, / Prendre le feu des cieux pour animer les corps. », tandis que Kant le cite dans l'Examen critique de l'analytique (Critique de la raison pratique). Plus tard, Frédéric Bastiat mentionne Vaucanson à la fin de La Loi, à propos de l'humanité : « Je m'en occupe non comme Vaucanson, de son automate, mais comme un physiologiste, de l'organisme humain : pour l'étudier et l'admirer ».
En France, des lieux sont nommés en sa mémoire. Il existe ainsi dans sa ville natale de Grenoble une place ainsi qu'un lycée Vaucanson ; mais également un lycée Vaucanson à Tours. Une rue Jacques de Vaucanson a été inaugurée à Châlons-en-Champagne dans les années 2000.

Dans le milieu de l'éducation et de la recherche, Vaucanson a notamment donné son nom à la promotion 2009 d'élèves-ingénieurs du Conservatoire national des arts et métiers, à un logiciel d'édition d'automates en LaTeX, et à une bibliothèque de traitements d'automates. En collège, les programmes français de 4e de technologies lui font une place notable.

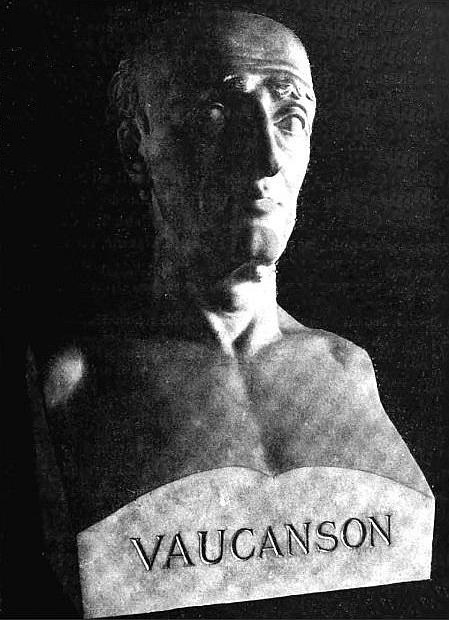
Buste de Jacques Vaucanson (repris ultérieurement en illustration par Alexandre Debelle - 1805-1897).

L'empreinte que Vaucanson a posé dans le monde technologique l'a fait apparaître dans des oeuvres de fiction, de science-fiction, ou de nature historique.
Gérard de Nerval a failli écrire autour de lui, tandis que Edgar Allan Poe l'a fait intervenir dans son Joueur d’échec et l'illusionniste Jean-Eugène Robert-Houdin a travaillé sur son canard mécanique.
Dans le roman Le Crime de l'hôtel Saint-Florentin de Jean-François Parot, le commissaire au Châtelet Nicolas Le Floch croise M. de Vaucanson au moment où il vient présenter à la reine Le Flûteur et le Canard digérateur (chapitre VII, 5 octobre 1774). Vaucanson apparaît dans le roman La Vénus anatomique de Xavier Mauméjean (2004). En 1965, Jean-Pierre Decourt réalise un film de télévision intitulé Le Chef-d'œuvre de Vaucanson, qui sera diffusé le 22 mai 1965 dans le cadre de l'émission Le Théâtre de la jeunesse de Claude Santelli.  
A l'étranger, Frank Herbert fait référence à Vaucanson dans son ouvrage Destination vide (1966), dans une discussion sur la problématique théologique de créer une imitation de la vie : « Oh, à d'autres, monsieur l'Aumonier ! Nous ne sommes pas au XVIIIe siècle, en train de fabriquer le merveilleux canard de Vaucanson. ». Vaucanson est sollicité dans le roman de Theodore Roszak Les Mémoires d'Elizabeth Frankenstein (2007) ; son célèbre canard fait partie de la collection privée d'automates du baron Frankenstein, le père adoptif de l'héroïne. Un film de Giuseppe Tornatore, The Best Offer (La migliore offerta), de 2013, évoque ses automates. Le roman Mason & Dixon de Thomas Pynchon consacre plusieurs passages à une incarnation du canard de Vaucanson. Dans le film Autómata (2014) de Gabe Ibanez, le nom du héros interprété par Antonio Banderas est Jacq Vaucan.
Les arts plus contemporains témoignent de son influence durable.
Dans la bande dessinée, Mystérieuse matin, midi et soir de Jean-Claude Forest, un robot androïde porte le nom de Wladimir Vaucanson.
Donjon, de Joann Sfar et Lewis Trondheim, met en scène le duché de Vaucanson, dont le plus célèbre représentant est le canard Herbert duc de Vaucanson, descendant de Julien de Vaucanson réputé pour son savoir-faire sans égal dans la réalisation d’automates volants et d’autres automates si réalistes qu’ils se fondent parmi les êtres vivants et suivent des lois inspirées des trois lois de la robotique, ces automates ne peuvent mentir ni tuer et sont animés grâce à une flamme de vie obtenue auprès du grand Kalador, un démon.
Dans le jeu video, Benoît Sokal rend hommage aux automates et à Jacques de Vaucanson dans Syberia, jeu dont il est le scénariste. L'intrigue débute dans un petit village des Alpes, Valadilène (ville de fiction), où se trouve une ancienne fabrique d'automates ayant été autrefois prospère, et qui n'est pas sans rappeler le développement de l'industrie métallurgique aux alentours de Grenoble au début du XIXe siècle. De plus, le nom de la ville et de la propriétaire de l'usine (Valadilène et Voralberg) ont des consonances fortes avec celui de J. de Vaucanson. Jacques Vaucanson a également largement inspiré le personnage d´Eugène de Vaucanson dans le jeu Steelrising, sur Playstation 5.

## Publications
- Jacques de Vaucanson, Le Mécanisme du fluteur automate présenté à messieurs de l’Académie royale des sciences, 1738 (lire en ligne)

## Iconographie
- Joseph Boze, Portrait de Jacques de Vaucanson, académicien, huile sur toile, 70 par 58 cm, Paris, Académie des Sciences, donné par Boze à l’Académie en 1784.
- Joseph Boze, Portrait de Jacques de Vaucanson, académicien, pastel, 68 par 56, Collection particulière,(toujours chez les descendants du modèle en 2004.
- Anonyme, Portrait de Jacques Vaucanson, huile sur toile. Coll. musée de Grenoble (inv. MG 356).